# Enrique Sanz
Pour les articles homonymes, voir Sanz.
Sanz  Unzue est un nom espagnol. Le premier nom de famille, en général paternel, est Sanz ; le second, en général maternel, souvent omis, est Unzue.
Enrique Sanz Unzue, né le 11 septembre 1989 à Pampelune, est un coureur cycliste espagnol, professionnel de 2011 à 2021.

## Biographie
Enrique Sanz naît le 11 septembre 1989 à Pampelune en Espagne.

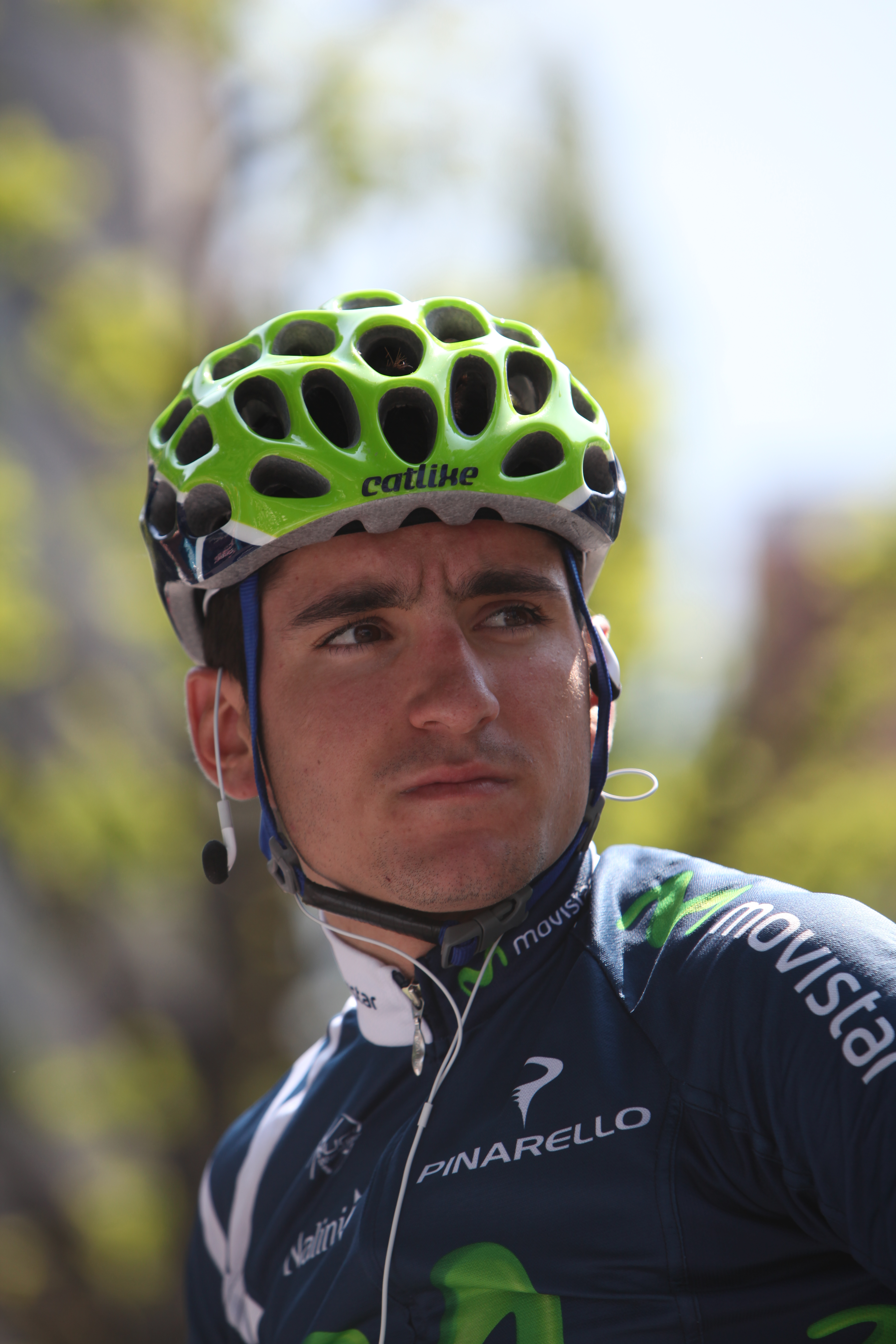
Enrique Sanz lors du Tour de Romandie 2011.

En 2007, Enrique Sanz est champion d'Espagne sur route juniors. De 2008 à 2010, il court au sein de l'équipe Lizarte.
Il passe professionnel en 2011 dans l'équipe Movistar, et accompagne Javier Iriarte, son ancien coéquipier à Lizarte en amateurs. Au mois de mai, il remporte au sprint la seconde étape du Tour de la communauté de Madrid devant Juan José Lobato et Koldo Fernández. 
En 2012, il termine troisième du Circuit de Getxo.
En 2014, il se classe deuxième d'une étape du Tour du Poitou-Charentes, uniquement devancé au sprint par Mark Cavendish, et dix-septième du Grand Prix de Plouay, où il est le coureur de Movistar le mieux classé. Fin 2014, il prolonge son contrat avec l'équipe Movistar.
Après un passage chez Southeast-Venezuela en 2016, il rejoint en février 2017 l'équipe continentale britannique Raleigh GAC.

## Palmarès sur route

### Coureur amateur
- 2007[1]
  -  Champion d'Espagne sur route juniors
  - 3e étape du Tour de Pampelune
- 2008
  - Premio Primavera
  - Martin Deunaren Saria
  - 3e du Circuito Aiala
- 2009
  - Trofeo Ayuntamiento de Huarte
  - 3e de l'Oñati Saria
- 2010
  - Xanisteban Saria
  - 4e étape du Tour de Tolède
  - Leintz Bailarari Itzulia
  - Circuito Sollube
  - 2e du Grand Prix Macario
  - 2e de l'Andra Mari Sari Nagusia

### Coureur professionnel
- 2011
  - 2e étape du Tour de la communauté de Madrid
  - 2e du Challenge Sprint Pro
- 2012
  - 3e du Circuit de Getxo
- 2018
  - 7e étape du Tour du Portugal
- 2019
  - 1re, 2e et 6e étapes du Tour de l'Alentejo
  - 3e étape du Tour de Castille-et-León
  - 1re étape du Trophée Joaquim-Agostinho
- 2020
  - 3e étape de Belgrade-Banja Luka
- 2021
  - 6e étape du Tour de l'Alentejo
  - 2e du Poreč Trophy

### Classements mondiaux
| Année           | 2011 | 2012 | 2013 | 2014 | 2015 | 2016   | 2017 | 2018 |
| --------------- | ---- | ---- | ---- | ---- | ---- | ------ | ---- | ---- |
| UCI World Tour  | nc   | nc   | nc   | nc   | nc   |        |      |      |
| UCI Europe Tour |      |      |      |      |      | 1 257e | 488e | 480e |

## Palmarès sur piste
- 2017
  -  Champion d'Espagne de vitesse par équipes (avec Juan Peralta et Sergio Aliaga)